# Česnáček

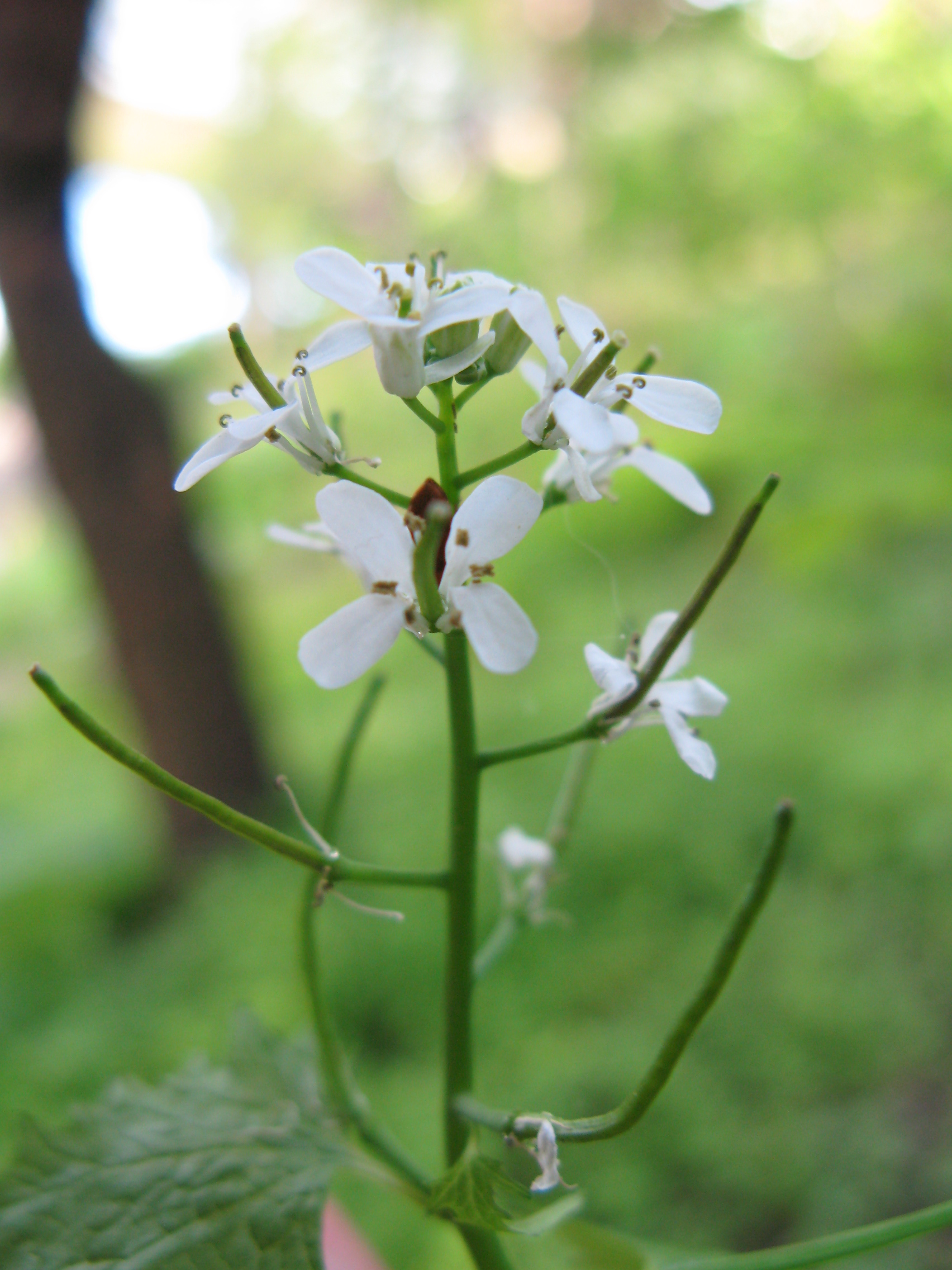
Postupně odkvetající česnáček

Česnáček (Alliaria) je skromný rod až 1 m vysokých bylin z čeledi brukvovitých, které po rozemnutí voní po česneku.

## Výskyt
Rod česnáček je definován pouze ve dvou druzích, z nichž
- česnáček lékařský (Alliaria petiolata) je rozšířen mimo severních oblastí téměř po celé Evropě, západní a Střední Asií, Jako kosmopolitní plevel se dostal do Severní Ameriky a na sever Afriky.
- Alliaria brachycarpa roste pouze na Kavkaze, nejhojněji v Ázejbájdžánu a Gruzií.

Vyskytuje se především v teplejších oblastech v křovinách, po okrajích i uvnitř listnatých i smíšených lesů, také v blízkosti lidských sídel na rumištích a zanedbaných pozemcích. Vybírá si především místa bohatá na živiny a dostatečně vlhká.

## Popis
Dvouletá nebo jen krátce vytrvalá rostlina s lodyhou přímou nebo polehavou, vysokou od 20 do 80 cm (výjimečně i 100 cm) která vyrůstá z vřetenovitého kořene. Lysá, nebo jen vespod řídce chlupatá lodyha se nevětví nebo se větví jen v květenství. Spodní jednoduché listy rostoucí v růžici jsou dlouze řapíkaté, okrouhle ledvinovité, po obvodě zubaté. Lodyžní mají kratší řapíky, jsou srdčitého tvaru a zubaté, ouška nemají.
Čtyřčetné květy na stopkách, většinou vyrůstající střídavě a jen výjimečně protistojně, vytvářejí krátké hrozny. Korunní lístky vejčitého tvaru jsou čistě bílé, kališní lístky bledě zelené barvy jsou obvejčité. kratší než korunní. Z květního lůžka vyrůstá šest tyčinek s nestejně dlouhými nitkami nesoucí vejčité až podlouhlé prašníky. Jejich pyl dozrává později než dospěje blizna na semeníku (se 4 až 20 vajíčky), takže většinou nedochází k samoopylení květu; to nastane v případě, že se nenajde vhodný opylovač do doby uzrání pylu. Pod tyčinkami jsou na květním lůžku nektarové žlázy.
Plodem jsou až 7 cm dlouhé, tupě čtyřhranné šešule otvírající se chlopněmi. Vyrůstají na krátkých tlustých stopkách šikmo vzhůru, obsahují kulovitá semena umístěná v jedné řadě. Semena mají dělohy ploše na sobě položené a kořínek je uložen na hřbetě jedné z nich. Chromozómové číslo: 2n = 42.

## Význam
V minulosti se využívalo desinfekčních účinků česnáčku, používaly se hlavně rozmačkané listy na zanícené rány i proti zánětům ústní dutiny a ze semen se lisoval olej. Pro zápach po česneku a nahořklou chuť ho dobytek nespásá.